# Daniela Ciampitti
Daniela Ciampitti (Putignano, 13 novembre 1981) è una cantautrice italiana.
Daniela Ciampitti conosciuta anche con lo pseudonimo Dany, è una cantautrice, interprete musicale e personaggio televisivo italiano salita alla ribalta nel dicembre del 2012 per aver vinto la prima edizione del talent show The Winner Is..., andato in onda su Canale 5.

## Biografia
Sin da giovane partecipa a numerose competizioni a livello locale. La sua carriera professionale inizia nel 1999 partecipando a provini di Pop Star andato in onda su Italia 1, mentre nel 2002 partecipa alle selezioni di Operazione Trionfo. Prende parte a numerosi Voce di Roma, DreamWave Contest e "Tour Music Festival" Nel 2007 fonda una punk rock band con la quale partecipa alle selezioni per il Music Village. Nel 2009 partecipa alle selezioni di Sanremo Festival 59 proponendo l'inedito Astinenza piazzandosi tra i primi 40.
Nel 2012 partecipa al talent show di Canale 5, The Winner Is... dopo aver battuto tutti gli altri concorrenti l'8 dicembre vince la prima edizione del talent interpretando come ultimo brano New York New York, vincendo anche un premio in denaro. Nel 2013 esce il suo primo EP intitolato Chi Canta Prega Due Volte, prodotto dalla Universal Music, a fine dello stesso anno partecipa ad Area Sanremo con il suo nuovo inedito Il Clown Danzante che poi successivamente verrà premiato negli Stati Uniti "The Best Pop Video 2016" presso l'Akademia Music Awards di Los Angeles.
Nel 2016 esce il suo secondo album intitolato Sfidami contenente 10 cover, come: Hallelujah, Who's Lovin You, Ave Maria, D 839 e Adagio. A settembre dello stesso anno partecipa alle audizioni per Sanremo Giovani con la casa discografica Top Records.
Nel febbraio del 2017 partecipa alle audizioni di The Voice Usa presso La Convention Center di Las Vegas esibendosi poi con un live a San Francisco. A maggio dello stesso anno partecipa ai casting di X Factor UK a Manchester e X Factor Italia a Milano. Nel giugno 2017 tramite la Sonus Factory riceve il Certificato Europeo RockSchool Level 3 Grade 8 in Popular Vocals, mentre a settembre inizia il corso di Laurea in Teaching of Singing presso la University of West London e relativo diploma In Didattica Vocale c/o Voice Evolution System. Conclude l'anno vincendo per il secondo anno di seguito il titolo "The Best Pop Rock Video 2017" presso l'Akademia Music Awards di Los Angeles con il brano La Tua Poesia.
A febbraio 2018 si esibisce a Sanremo nell'evento Casa SIAE – Area Sanremo insieme ai finalisti di Sanremo Giovani. Nel giugno dello stesso anno si esibisce per Sanremo Rock sul palco dell'Ariston, riscontrando ottimi consensi.
Nel mese di luglio 2018 partecipa come coach per i suoi allievi di canto al talent televisivo The Coach in onda su 7Gold.
Nel giugno del 2019 si laurea in Popolar Vocal Music Teaching. Sotto il nome d'arte Dany pubblica il suo terzo album crossover intitolato Alter-Ego che verrà distribuito il giorno del suo compleanno presso tutti gli store online.

## Discografia
- 2013: Chi Canta Prega Due Volte
- 2016: Sfidami
- 2019: Alter-Ego